# Trithemis pluvialis
Trithemis pluvialis is een libellensoort uit de familie van de korenbouten (Libellulidae), onderorde echte libellen (Anisoptera).
De soort staat op de Rode Lijst van de IUCN als niet bedreigd, beoordelingsjaar 2009.
De wetenschappelijke naam Trithemis pluvialis is voor het eerst geldig gepubliceerd in 1906 door Förster.